# Tinej
Tinej je moško osebno ime.

## Izvor imena
Ime Tinej izvira iz imena Tine, kateremu so pridali manjšalni sufiks na -j.

## Osebni praznik
Ime Tinej se v koledarju uvršča k imenu Tine, odnosno k imenoma Martin in Valentin.

## Pogostost imena
Po podatkih Statističnega urada Republike Slovenije je bilo na dan 31. decembra 2007 v Sloveniji 15 oseb z imenom Tinej.